# 上因塔
上因塔（羅馬化：Verkhnyaya Inta）是俄罗斯科米共和国的市级镇，属因塔市，曾是已撤销的因塔区之行政中心。
该地2021年有人口1,048人；2010年人口1,106；2002年人口2,077；1989年人口4,496。